# Pé Bolten
Petrus Joannes (Pé) Bolten (Oosterblokker, 31 mei 1917 – Hoorn, 27 juli 2002) was een Nederlands politicus van de KVP en later het CDA.
Na de hbs ging hij rond 1936 werken bij de gemeentesecretarie van Ursem. Tijdens de Tweede Wereldoorlog was hij daarnaast in die Noord-Hollandse plaats de leider van de Landelijke Organisatie voor Hulp aan Onderduikers. Nadat hij in 1944 met zijn gezin was ondergedoken bleef hij betrokken bij illegale activiteiten zoals voor de Binnenlandse Strijdkrachten.
In 1948 maakte hij de overstap naar de gemeentesecretarie van Uithoorn en daarnaast studeerde hij in de avond wijsgerige sociologie aan de Rijksuniversiteit Utrecht, waar hij in 1963 is afgestudeerd. In december 1961 werd Bolten benoemd tot de burgemeester van Schipluiden en in oktober 1975 volgde zijn benoeming tot burgemeester Alkemade. Midden 1982 ging hij met pensioen en twintig jaar later overleed hij op 85-jarige leeftijd. Hij is onderscheiden met het Verzetsherdenkingskruis.
Met zijn vrouw kreeg hij elf kinderen, van wie Saskia Bolten in navolging van haar vader in 2012 ook burgemeester is geworden en wel van Steenbergen.